# チェイス・フィーラー
チェイス・フィーラー（1992年6月10日 - ）は、アメリカ合衆国の男子バスケットボール選手である。ポジションはパワーフォワード。佐賀バルーナーズ所属。